# 岡本秀明
岡本 秀明（おかもと ひであき、1983年12月20日 - ）は、日本の元男子バレーボール選手。

## 来歴
大阪府茨木市出身。先生に勧誘されて、東雲中学1年よりバレーボールを始める。
大阪産業大学を経て、2006年豊田合成トレフェルサに入団。
2017年2月5日、2016/17 V・プレミアリーグのジェイテクトSTINGS戦でリーグ通算230試合出場を達成し、シーズン終了後にVリーグ栄誉賞を受賞した。
2018/19シーズンをもって現役を引退。引退後は社業に専念。

## 所属チーム
- 茨木市立東雲中学校
- 履正社高等学校
- 大阪産業大学
- 豊田合成トレフェルサ（2006年-2019年）

## 受賞歴
- 2017年 - 2016/17 V・プレミアリーグ Vリーグ栄誉賞